# Buenavista (Quezon)
Buenavista is een gemeente in de Filipijnse provincie Quezon op het eiland Luzon. Bij de laatste census in 2010 telde de gemeente ruim 29 duizend inwoners.

## Geografie

### Bestuurlijke indeling
Buenavista is onderverdeeld in de volgende 37 barangays:
| - Bagong Silang - Batabat Norte - Batabat Sur - Buenavista - Bukal - Bulo - Cabong - Cadlit - Catulin - Cawa - De La Paz - Del Rosario - Hagonghong | - Ibabang Wasay - Ilayang Wasay - Lilukin - Mabini - Mabutag - Magallanes - Maligaya - Manlana - Masaya - Poblacion - Rizal - Sabang Pinamasagan | - Sabang Piris - San Diego - San Isidro Ibaba - San Isidro Ilaya - San Pablo - San Pedro - San Vicente - Siain - Villa Aurora - Villa Batabat - Villa Magsaysay - Villa Veronica |

## Demografie
Buenavista had bij de census van 2010 een inwoneraantal van 29.053 mensen. Dit waren 4.255 mensen (17,2%) meer dan bij de vorige census van 2007. Ten opzichte van de census van 2000 was het aantal inwoners gegroeid met 6.213 mensen (27,2%). De gemiddelde jaarlijkse groei in die periode kwam daarmee uit op 2,44%, hetgeen hoger was dan het landelijk jaarlijks gemiddelde over deze periode (1,90%).

De bevolkingsdichtheid van Buenavista was ten tijde van de laatste census, met 29.053 inwoners op 161,35 km², 180,1 mensen per km².